# Jansenismo

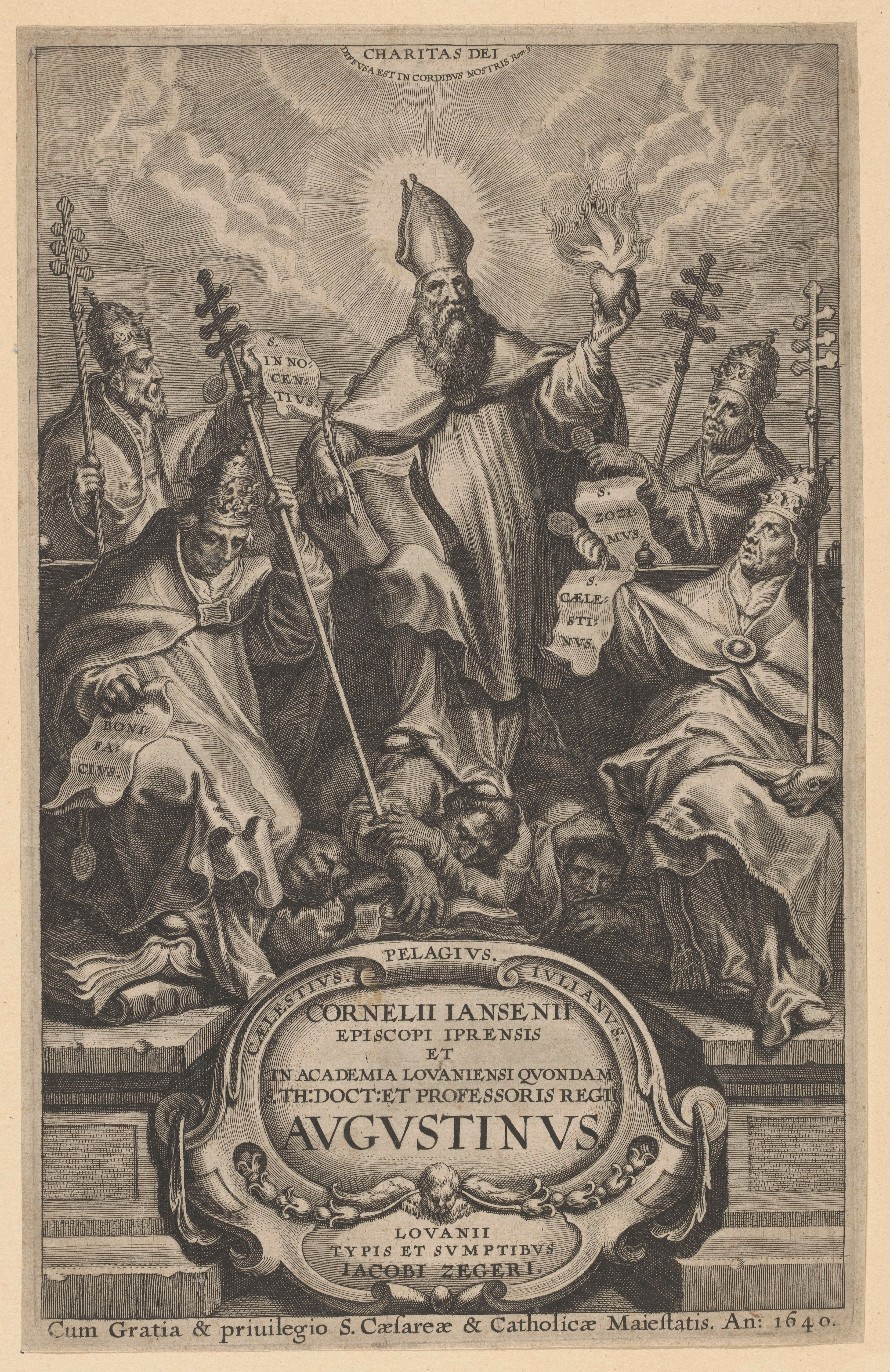
Frontispicio del Augustinus, edición de 1640.

El jansenismo fue un movimiento religioso iniciado por el teólogo y obispo Cornelio Jansenio (1585-1638), que gozó de cierta popularidad en Europa durante los siglos XVII y posteriores, y que fue condenado como herético por la Iglesia católica debido a sus tesis sobre la salvación, que en último término negaban el concurso de la libertad humana.
El jansenismo, como movimiento puritano, enfatiza el pecado original, la depravación humana, la necesidad de la gracia divina que salvará solo a aquellos a quienes les fue concedida desde su nacimiento y la creencia en la predestinación sin libre albedrío. Generalmente, el jansenismo es considerado como sinónimo de intransigencia.
La obra fundamental del jansenismo es el Augustinus, escrito por Jansenio, publicado de forma póstuma (Lovaina, 1640) debido a la controversia teológica que hubiera podido generar. Basado en este libro, surge un movimiento que se desarrolla en tres ramas: jansenismo teológico, jansenismo moral-espiritual (influyente en el rigorismo moral en los siglos XVIII y XIX) y jansenismo político-antijesuítico-galicanista (considerado como el movimiento mayoritario dentro del jansenismo).

## Desarrollo histórico del jansenismo
Las discusiones del Concilio de Trento sobre el papel de la libertad y su relación con la gracia divina no habían terminado con la controversia De Auxiliis. Jansenio pensó encontrar en los escritos de Agustín de Hipona una respuesta más satisfactoria. Por eso, elaboró su obra Augustinus, donde trata tres puntos principalmente:
- Resumen de la controversia pelagiana.
- Negación del estado de naturaleza pura.
- Desarrollo de su concepción sobre la noción de gracia eficaz.

En este escrito, define su postura como agustiniana, pero anunciando que se sometía a lo que el papa sentenciara en relación con su libro (lo mismo afirma en su testamento).

### El abad de Saint Cyran
Jean Duvergier de Hauranne, abad de Saint Cyran, era director espiritual en el monasterio de Port Royal des Champs donde había nacido un movimiento rigorista relacionado con la familia Arnauld: Antoine Arnauld (1612-1694), teólogo de la Sorbona y la abadesa Angélica Arnauld (1591-1666). El grand Arnauld es un personaje controvertido que ha merecido fuertes críticas de historiadores como Henri Bremond y por otros es considerado el mejor director espiritual. Era contrario a la Compañía de Jesús, y con el seudónimo de Petrus Aurelius publicó una serie de escritos contra ellos y su supuesta independencia de los obispos.
A Duvergier debe el jansenismo una creciente fama y la publicación y extensión del escrito de Jansenio. Esto le valió la enemistad del cardenal Richelieu, que buscaba apagar toda fuente de discordias en la Iglesia francesa. El papa Urbano VIII prohibió la reimpresión del Augustinus, pero el libro se siguió imprimiendo ya que había sido dedicado al cardenal Fernando, infante de España, quien permitió y popularizó la publicación. Incluso en Roma se hizo una edición en 1643. Pero ya varios documentos pontificios y el Santo Oficio habían prohibido el libro. El primero fue la bula In eminenti de Urbano VIII (1642). Luego vino la constitución Cum occasione de Inocencio X (1653) y otra constitución publicada por el papa Alejandro VII, Ad sacram beati Petri sedem.
En Francia el movimiento tenía sus principales detractores, uno de ellos el santo francés más popular de las tierras gálicas, san Vicente de Paúl. San Vicente alertaba a su congregación de caer en lo que el denominaba el peor mal para la Iglesia de la época, y se alejó totalmente del abad de Saint Cyran.

### Los Arnauld
Los hermanos Arnauld fueron directos continuadores de la obra de Duvergier, abate de Saint-Cyran. 

Estando en la corte de Poitiers, Robert d’Andilly, el mayor de los Arnauld, lo conoce, lo convierte en su director espiritual y lo invita a la abadía familiar, de hecho le encarece que la visite y que lleve su palabra porque sospecha que su hermana Angélica estaría feliz de escuchar sus sermones. Cerca de una década más tarde, en 1635, el mismo año que también visita el instituto del Santo Sacramento, Saint Cyran se convertirá en director espiritual de Port-Royal. Si queremos cometer la arbitrariedad de reducir la historia a los meros hechos, sintetizarla en un momento que lo resuma todo —el cruce del Rubicon, la batalla de Actium, la palabra de Santa Helena en el alma de Constantino— bien podemos afirmar que para el fenómeno que estamos estudiando, la predicación de Saint-Cyran en Port-Royal es el inicio formal y real del Jansenismo como expresión cultural y religiosa y el origen de la obra que definirá a Port-Royal hasta su desaparición, sesenta o setenta años más tarde. Los sermones y consejos que dio a las religiosas, de las que se convirtió además en confesor y director espiritual, y la influencia que por dispersión de la fama extendió hacia las personas que se acercaron a la abadía, definen el armado de la trama jansenista en el escenario de la historia europea.

El doctor en Teología Antonio Arnauld, enemistado con los jesuitas, y por eso en su momento expulsado de la Sorbone, se dedicó a propagar las ideas de Jansenio, intentando presentarlas como puro y consecuente agustinismo. Criticó ásperamente la costumbre de la comunión frecuente, añadiendo este aspecto a la devoción de sus seguidores. También institucionalizó el jansenismo ofreciéndole una ascética propia, una modificación propia de los dogmas y los cambios necesarios en la liturgia y en los sacramentos. A Antoine se le unió bien pronto Pierre Nicole, que criticó especialmente la formulación de la infalibilidad pontificia y propuso la propia de los jansenistas, que es de corte conciliarista.
Angélica Arnauld, su hermana, era religiosa en el monasterio de Port Royal des Champs y luego abadesa. Impuso una férrea vivencia de la regla cisterciense, y tras la muerte de Francisco de Sales, asumió a Duvergier como director espiritual, quien le aconsejó que siguiera el camino de exigencia rígida de la fidelidad a la regla religiosa. Así, el monasterio de Port Royal llegó a ser el centro del jansenismo, donde cada vez se practicaba menos la comunión eucarística.
Desde este monasterio, la doctrina y praxis jansenista se mantenían y se extendían por Francia. Tras años de diversas condenas por parte del Papa, el monasterio fue destruido en 1710 y las monjas que lo habitaban se dispersaron.

### Quesnel
Posteriormente, el teólogo Pasquier Quesnel (1634-1719) dio un renacimiento a las doctrinas jansenistas al tomar sus tesis principales, junto a las ideas conciliaristas y las tendencias galicanistas. Con la publicación de sus Réflexions morales logró ganarse las simpatías y apoyos del alto clero. Las disputas teológicas se multiplicaron y el ambiente se caldeó hasta el punto de que los obispos franceses pidieron una nueva intervención pontificia.
En esta ocasión, el papa Clemente XI con la constitución Unigenitus Dei Filius (1713) dio una condena formal a 101 proposiciones contenidas en los escritos de Quesnel. Entonces, el movimiento jansenista (ya sin posibilidad de evadir la condena como habían hecho sus seguidores anteriormente por medio de múltiples interpretaciones de los textos pontificios) apeló a un concilio y, por esto, sus partidarios fueron llamados "apelantes". Clemente XI los excomulgó a través de la bula Pastoralis officii (1718).
Después de estas condenas, el movimiento se fue extinguiendo poco a poco, sea por la separación de sus miembros (que crearon nuevas sectas como los convulsionarios o los figuristas), sea por la influencia de la Ilustración.

## Teología jansenista
La teología propuesta por Jansenio está basada en una interpretación literal de los textos de Agustín de Hipona. Sin embargo, se vio influida por el desarrollo histórico y las peripecias de sus defensores. Así, en Jansenio encontramos la teología de la gracia; en Arnauld, la teología sacramental; en Saint Cyran, la disciplina; y en Quesnel, su unificación con el galicanismo.
En cuanto al tema de la gracia, Jansenio afirma que el estado original es el estado natural del hombre. Un estado de gracia y amistad con Dios, inmortalidad e integridad (verdadera libertad). Adán, en ese estado, era verdaderamente libre y poseía la gracia (el auxilio de Dios) suficiente para evitar el pecado. Sin embargo, la gracia eficaz no solo es el auxilio para evitar el pecado, sino el auxilio de Dios para hacer el bien. Adán en el Paraíso tenía la gracia suficiente, pero no tenía la gracia eficaz, porque para Jansenio la gracia eficaz es siempre vencedora. El que posee la gracia eficaz no puede pecar. Después del pecado el hombre ha perdido la libertad. En el hombre hay una delectatio terrestris (gusto por las cosas de la tierra) invencible. Jansenio afirma además que para salir de esa situación después del pecado no basta la gracia suficiente sino que es necesaria la gracia eficaz, es decir, el auxilio sin el cual el hombre no puede evitar pecar: con la gracia eficaz el hombre se dirige invenciblemente hacia el bien. No basta un auxilio que le dé la posibilidad de no pecar, sino que necesita un auxilio eficaz para no hacerlo. La fe eficaz es absoluta: cambia la delectatio terrestris por una delectatio coelestis: se goza en el bien. La gracia provoca un gusto tan grande por las cosas de Dios que el hombre invenciblemente las hace. Ahora bien, la libertad se mantiene porque la gracia despierta en el hombre la voluntad de hacer el bien. Quien no actúa movido por la gracia eficaz peca infaliblemente.
Así pues, la predestinación es la razón por la que algunos hombres poseen la gracia eficaz y otros no. Dios ha predestinado a unos a la salvación y a otros a la condenación. Según esta doctrina, las obras son buenas o malas. No puede existir la moral probabilista, porque lleva al laxismo.
En relación con los sacramentos es la ascética propia del movimiento la que los aleja progresivamente de su práctica, en especial de la Eucaristía. Esto se fijó con el escrito De la fréquente communion de Arnauld, que, argumentando desde la praxis penitencial de la Iglesia antigua, invocaba esa práctica para usarla en una serie de condiciones que era necesario cumplir para poder recibir la Reconciliación o la comunión. De ahí también que su rigorismo en materia moral fuera cada vez más extremo.
Las sucesivas condenas por parte de la Sede romana les llevó a sostener posiciones conciliaristas que les llevaron al galicanismo. El movimiento, desde el inicio, se mostró enemigo jurado de los jesuitas y, por eso, derivó en postura política gracias al apoyo de Blaise Pascal.
La película La Vía Láctea de Luis Buñuel incluye una escena con un duelo a espada entre un jesuita y un jansenista, mientras discuten de teología, que no deja de recordar alguna escena de Women in Love, película de Ken Russell.